# Friedrich Wilhelm Doppelmayr
Friedrich Wilhelm Doppelmayr (* 4. September 1776 in Nördlingen; † 2. August 1845 ebenda) war ein deutscher Jurist, Zeichner, Lithograf, Maler und Politiker. Er wurde insbesondere durch seine topografischen Darstellungen Oberbayerns im frühen 19. Jahrhundert bekannt, darunter das sogenannte Rosenheimer Skizzenbuch.

## Leben
Doppelmayr wurde 1776 in Nördlingen als Sohn eines Pfarrers geboren. Er studierte von 1795 bis 1798 Rechtswissenschaften und Mathematik an der Universität Erlangen und trat anschließend in den bayerischen Staatsdienst ein. Er arbeitete zunächst in Nördlingen, unter anderem als Stadtgerichtsaktuar und erstellte 1804 als Geodät einen Plan der Stadt. Von 1808 bis 1816 war er als Landgerichtsassessor im oberbayerischen Rosenheim tätig. In dieser Zeit begann seine intensive künstlerische Tätigkeit. Später arbeitete er in Starnberg. Nach seiner Rückkehr in seine Heimatstadt Nördlingen war er dort 1818 als Rechtsrat und ab 1831 als Bürgermeister tätig (ab 1834 auf Lebenszeit).
Sein Bruder, der Lehrer Eberhard Wilhelm Doppelmayr (1775–1844), wirkte auch als Zeichner von Landschaften und Ortsansichten.

## Künstlerisches Schaffen

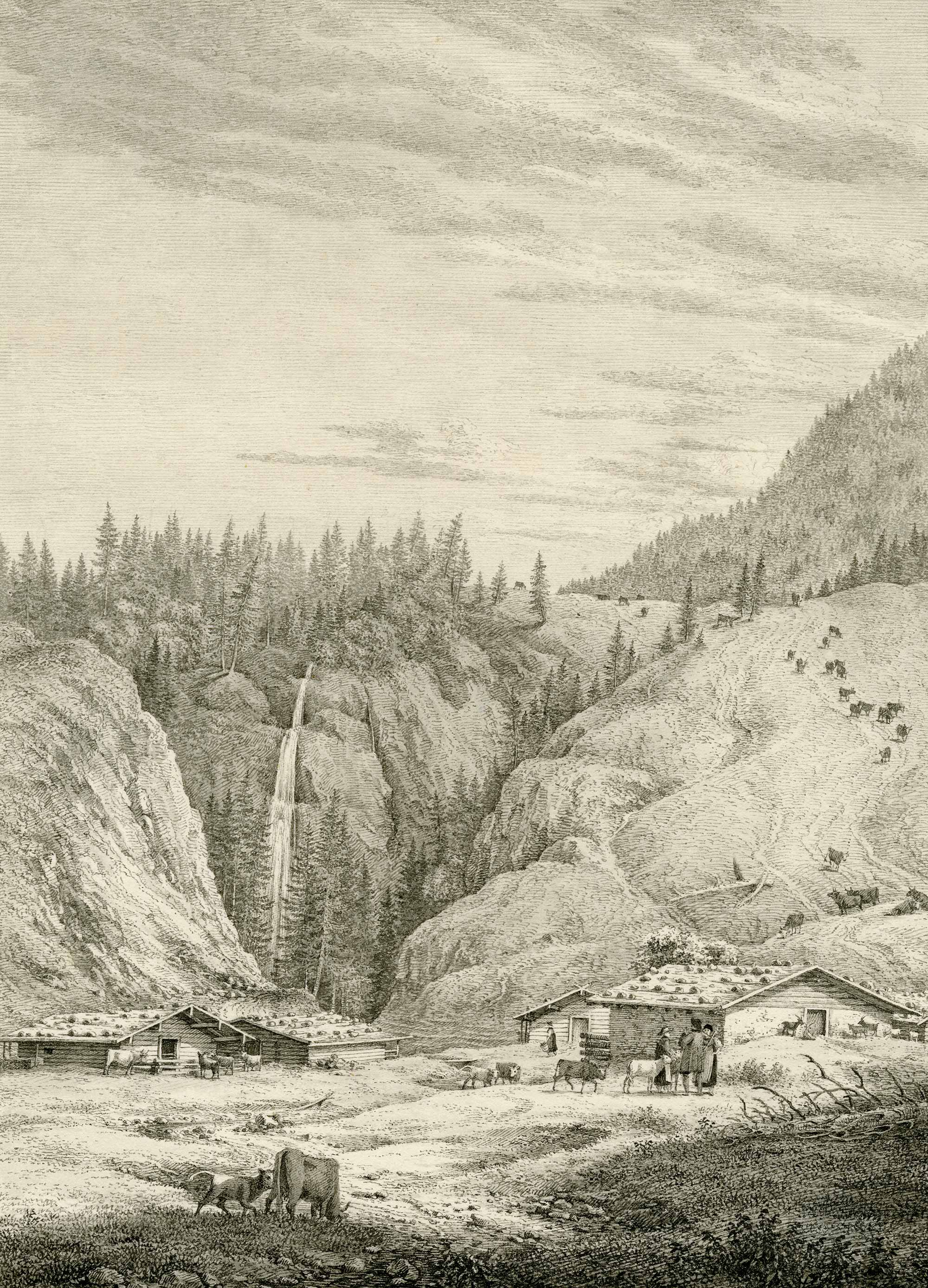
Alpen am Arzmoos (1827)

Neben seiner juristischen Tätigkeit widmete sich Doppelmayr als Autodidakt der Landschaftszeichnung, insbesondere in Form von Feder- und Bleistiftskizzen. Sein Werk umfasst rund 1000 Zeichnungen, die topografisch exakt, aber auch künstlerisch eindrucksvoll Orte und Landschaften Oberbayerns zeigen.
Ein bedeutender Teil seines Werks entstand während seiner Zeit in Rosenheim. Das sogenannte Rosenheimer Skizzenbuch dokumentiert in zahlreichen Ansichten die Stadt Rosenheim und ihre Umgebung um das Jahr 1810. Die Zeichnungen zeigen u. a. das Inntal, das Mangfallgebirge, den Chiemsee, sowie Alltags- und Berufsszenen aus dem ländlichen Oberbayern. Dieses Skizzenbuch ist heute ein kulturhistorisch wertvolles Zeugnis des frühen 19. Jahrhunderts und befindet sich im Besitz des Stadtarchivs Rosenheim.
In seiner Heimatstadt Nördlingen schuf Doppelmayr Ansichten von Gebäuden und Trachten, die aufgrund ihrer Detailtreue auch dokumentarischen Wert haben. Er zeichnete unter anderem das Nördlinger Rathaus, bevor es einer umfangreichen Restaurierung unterzogen wurde, die von ihm selbst initiiert worden war. Seine Pläne aus dem Jahre 1822 dienten als Vorlage für die Gestaltung des Nördlinger Friedhofs im Stil eines englischen Gartens. Er kopierte zudem eine Reihe von in Nördlingen befindlicher Gemälde (u. a. von Hans Schäufelin, Friedrich Herlin) in Aquarell.
Doppelmayr war auch einer der frühesten bayerischen Künstler, die sich der Lithografie bedienten. 1815 veröffentlichte er sechs Chiemsee-Ansichten als Lithografien – ein frühes Beispiel dieser neuen Drucktechnik.

## Werke (Auswahl)
- Zeichnungen und Skizzen nach der Natur aus den Gegenden des Königlichen Bayerischen Landgerichts Rosenheim
- Rosenheimer Skizzenbuch (ca. 1810)
- Chiemsee-Lithografien (1815)
- Porträt der Maria Magdalena Doppelmayr (1817)
- Alpen am Arzmoos (1827), Federzeichnung, 14,2 × 25,5 cm, Albrecht-Dürer-Haus

## Nachlass und Rezeption
Ein Großteil von Doppelmayrs Werk wird im Stadtarchiv Rosenheim aufbewahrt. Seine Arbeiten finden sich außerdem im Albrecht-Dürer-Haus in Nürnberg sowie im Museum Prien. Heute gilt Doppelmayr als einer der bedeutendsten Zeichner regionaler Alltags- und Naturszenen im bayerischen Raum zu Beginn des 19. Jahrhunderts.